# Річард Терріл
Річард Джон Терріл (англ. Richard John Terrile, нар. 22 березня 1951, Нью-Йорк) — американський астроном, член наукової команди космічної місії «Вояджер», який відкрив декілька супутників Сатурна, Урана та Нептуна. Працює в Лабораторії реактивного руху НАСА.
Терріл є прихильником гіпотези симуляції, ідеї про те, що наш світ — це згенерована комп'ютером віртуальна реальність, створена невідомими програмістами.